# Zodarion gallicum
Zodarion gallicum es una araña araneomorfa de la familia Zodariidae. Es de pequeño tamaño, siendo la hembra, con unos 3,5 mm, ligeramente mayor que el macho, de unos 2,5 mm. Su prosoma es de un color oscuro. Su opistosoma presenta una ligera pubescencia. Sus patas no tienen espinas y están recubiertas de pelos finos. Vive en lugares secos y arenosos.
- Datos: Q2031204